# Мосульська гребля
Мосульська гребля (араб. سد الموصل), або гребля Мосул, або гребля Чамбаракат, раніше відома як Саддамова гребля (араб. سد صدام) — найбільша гребля Іраку. Розташована на річці Тигр в західній провінції Найнава, вгору за течією від міста Мосул. Мосульське водосховище має об'єм близько 11,1 км³ води і забезпечує електроенергією 1,7 мільйона жителів Мосула.
Встановлена потужність 1,052 MW складається з 4 х 187,5 МВт радіально-осьових турбін-генераторів. Гідроакумулююча гідроелектростанція потужністю 240 МВт і низьконапірна ГЕС потужністю 62 МВт також відносяться до Мосульської ГЕС. Ця ГЕС є четвертою за величиною греблею Близького Сходу.
Гребля побудована за допомогою, що була надана Саудівською Аравією та іншими арабськими державами німецько-італійськаим консорціумом (Німецько-італійський консорціум) на чолі з Hochtief, вартістю 1,5 млрд.$
Поспіх з яким було розпочато будівництво, пов'язаний з тим що в 1980 Ірак на чолі з Саддамом Хусейном розпочав вторгнення в Іран, і офіцери військ Іраку побоювались що можливий потоп може відрізати війська від постачання.
Відразу після окупації Іраку в квітні 2003 р. був опублікований звіт Корпусом Військових інженерів США (U.S. Army Corps of Engineers), в якому повідомлялося, що підмурів'я мосульскої греблі «Згідно проведеної оцінки, існує неприпустимо велика ймовірність виходу (мосульскої) греблі з ладу протягом року». В 2006 згідно нового звіту Мосульську греблю визнано найбільш небезпечною греблею у світі.
Справа в тому, що ця гребля була споруджена на нестабільному підмурівку — гіпсу, який потребує постійної ін'єкції рідкого розчину; це запобігає ерозії підмурівка, а велетенський земляний мур — від руйнування. Ще до початку будівництва більшість експертів попереджували що будівництво греблі на гіпсі дуже небезпечне. Колишній міністр іригації Іраку Насрат Адамо повідомив що найнятий для нагляду консорціум швейцарських компаній запевняв уряд Іраку що з «гіпсовою» проблемою можна впоратись. «Іракський уряд було обмануто» — каже міністр. Деякі експерти зазначають що компанії СРСР та Франції просили провести більше досліджень, та іракські чиновники, не бажаючи розчаровувати Саддама, не мали на це часу. Під час будівництва 19 китайських будівельників загинуло, про що на вершині греблі встановлено меморіальну дошку.
Від відкриття греблі до 2016 року інженери закачали в основу греблі біля 100 000 тонн суміші бентоніту, цементу, води і повітря. У газеті Washington Post повідомлялося, що «двадцять чотири брязкітливі машини працюють 24 години на добу для того, щоб закачувати рідкий розчин глибоко в основу греблі. Але в міру того, як під всією цією структурою відбувається розчинення гіпсу, (в греблі) періодично виникають карстові понори».
Незважаючи на всі ці зусилля, стан греблі продовжує погіршуватися, і виникає можливість її повного руйнування. Згідно журналу Engineering News-Record, якщо трапиться руйнація греблі, то «12,5 мілліардів м³ води, що містилася у водосховищі за земляною греблею довжиною 3, 2 км, заповнять долини річки Тигр і попрямують до Мосула, другого за величиною міста Іраку. Гребінь хвилі висотою 110 метрів приблизно за дві години дістанеться до Мосула, міста з населенням в 1,7 млн осіб». При цьому ряд районів Багдада (населення якого становить 7 млн осіб) виявиться залитим масою води заввишки в 5 метрів.
В 1988 році розпочато будівництво греблі Бадуш, яка в разі небезпеки нестійкої Мосульської греблі, могла-б запобігти затопленню. Будівництво греблі Бадуш було зупинено.